# Картопляний паприкаш
Картопляний паприкаш (паприка́ш кру́мплі, угор. paprikáskrumpli) — угорський гарнір, картопля, тушкований з паприкою. Може мати густу консистенцію з невеликою кількістю підливи або більш рідку, наближену до супу. З нарізаними кружальцями або кубиками ковбасою або сосисками перетворюється на самостійну другу страву.
Для картопляного паприкашу очищену від шкірки картоплю нарізають великими брусочками або довгими скибочками, з'єднують з підрум'яненою в жирі ріпчастою цибулею, присмаченою паприкою, приправляють товченим часником і кмином. Дрібно нарізані зелений солодкий перець та очищені від шкірки томати, замість яких можна використовувати консервоване лечо. Картопляний паприкаш сервірують з солоними огірками, буряковим салатом, квашеними перцями і їдять з білим хлібом..